# Crocker (Misuri)
Crocker es una ciudad ubicada en el condado de Pulaski en el estado estadounidense de Misuri. En el Censo de 2010 tenía una población de 1110 habitantes y una densidad poblacional de 345,07 personas por km².

## Geografía
Crocker se encuentra ubicada en las coordenadas 37°56′49″N 92°16′5″O / 37.94694, -92.26806. Según la Oficina del Censo de los Estados Unidos, Crocker tiene una superficie total de 3.22 km², de la cual 3.22 km² corresponden a tierra firme y (0%) 0 km² es agua.

## Demografía
Según el censo de 2010, había 1110 personas residiendo en Crocker. La densidad de población era de 345,07 hab./km². De los 1110 habitantes, Crocker estaba compuesto por el 95.86% blancos, el 0.45% eran afroamericanos, el 0.81% eran amerindios, el 0.09% eran asiáticos, el 0% eran isleños del Pacífico, el 0.45% eran de otras razas y el 2.34% pertenecían a dos o más razas. Del total de la población el 2.79% eran hispanos o latinos de cualquier raza.